# Mazomanie (Town)
Die Town of Mazomanie ist eine von 34 Towns im Dane County im US-amerikanischen Bundesstaat Wisconsin. Im Jahr 2010 hatte die Town of Mazomanie 1090 Einwohner.
Town hat in Wisconsin eine grundlegend andere Bedeutung als im übrigen englischsprachigen Bereich. Vielmehr entspricht sie den in den anderen US-Bundesstaaten üblichen Townships, die nach dem County die nächstkleinere Verwaltungseinheit bilden.
Das Gebiet der Town of Mazomanie ist Bestandteil der Metropolregion Madison.

## Geografie
Die Town of Mazomanie liegt im Süden Wisconsins, im nordwestlichen Vorortbereich der Hauptstadt Madison. Im Norden und Nordwesten wird die Town vom Wisconsin River begrenzt. Der am Mississippi gelegene Schnittpunkt der drei Bundesstaaten Wisconsin, Iowa und Minnesota liegt rund 145 km westnordwestlich; nach Illinois sind es rund 85 km in südlicher Richtung.
Die Koordinaten des geografischen Zentrums der Town of Mazomanie sind 43°12′11″ nördlicher Breite und 89°46′23″ westlicher Länge. Sie erstreckt sich über eine Fläche von 80,3 km², die sich auf 78,1 km² Land- und 2,2 km² Wasserfläche verteilen. 
Die Town of Mazomanie liegt im Nordwesten des Dane County und grenzt an folgende Nachbartowns und selbstständige Gemeinden: 
|                             | Town of Prairie du Sac (Sauk County)        | Village of Sauk City (Sauk County) |
|                             | Kompassrose, die auf Nachbargemeinden zeigt | Town of Roxbury Town of Berry      |
| Town of Arena (Iowa County) | Town of Black Earth                         |                                    |

## Verkehr
Der U.S. Highway 14 verläuft durch den Süden der Town of Mazomanie. In den US 14 münden der Wisconsin State Highway 19 und der Wisconsin State Highway 78 ein. Daneben verläuft noch der County Highway Y durch das Gebiet der Town. Alle weiteren Straßen sind untergeordnete Landstraßen oder teils unbefestigte Fahrwege.
Entlang des Wisconsin River verläuft für den Frachtverkehr eine Eisenbahnlinie der Wisconsin and Southern Railroad, die vom Mississippi nach Madison und von dort weiter nach Milwaukee führt.
Der nächste Flughafen ist der Dane County Regional Airport in Madison (45 km östlich).

## Bevölkerung
Nach der Volkszählung im Jahr 2010 lebten in der Town of Mazomanie 1090 Menschen in 437 Haushalten. Die Bevölkerungsdichte betrug 14 Einwohner pro Quadratkilometer. In den 437 Haushalten lebten statistisch je 2,49 Personen. 
Ethnisch betrachtet setzte sich die Bevölkerung zusammen aus 97,4 Prozent Weißen, 0,1 Prozent (eine Person) Afroamerikanern, 1,0 Prozent Asiaten sowie 0,1 Prozent aus anderen ethnischen Gruppen; 1,4 Prozent stammten von zwei oder mehr Ethnien ab. Unabhängig von der ethnischen Zugehörigkeit waren 0,6 Prozent der Bevölkerung spanischer oder lateinamerikanischer Abstammung. 
20,9 Prozent der Bevölkerung waren unter 18 Jahre alt, 68,2 Prozent waren zwischen 18 und 64 und 10,9 Prozent waren 65 Jahre oder älter. 46,5 Prozent der Bevölkerung war weiblich.
Das mittlere jährliche Einkommen eines Haushalts lag bei 76.875 USD. Das Pro-Kopf-Einkommen betrug 33.076 USD. 3,7 Prozent der Einwohner lebten unterhalb der Armutsgrenze.

## Ortschaften in der Town of Mazomanie
Neben Streubesiedlung existiert in der Town of Mazomanie keine weitere Siedlung.

## Söhne und Töchter der Stadt
- Holly Brook Hafermann, Sängerin